# Lule-Ruffejaure
Lule-Ruffejaure är en sjö i Storumans kommun i Lappland och ingår i Umeälvens huvudavrinningsområde.